# Djibril Cissé
Djibril Cissé (* 12. srpna 1981, Arles, Francie) je bývalý francouzský fotbalový útočník a reprezentant původem z Pobřeží slonoviny.
Zahrál si ve filmu Taxi 4.[zdroj?]

## Klubová kariéra
Ve své kariéře působil v klubech Panathinaikos Atény, Liverpool FC, AJ Auxerre, Olympique Marseille, Sunderland AFC, Lazio Řím, Queens Park Rangers FC, Al-Gharafa SC (Katar), FK Kubáň Krasnodar, SC Bastia a JS Saint-Pierroise (Réunion).